# Општина Тодирешти (Јаши)
Тодирешти (рум. Todireşti) општина је у Румунији у округу Јаши.
Oпштина се налази на надморској висини од 369 m.